# Giulio Rossino
Giulio Rossino (Macerata, 1540 – 9 gennaio 1616) è stato un arcivescovo cattolico italiano.

## Biografia
Nacque a Macerata, sede vescovile, nel 1540.
Il 28 marzo 1576 papa Gregorio XIII lo nominò arcivescovo metropolita di Amalfi. Nel suo episcopato, durato quasi un quarantennio, si occupò dell'attuazione dei decreti del Concilio di Trento. Convocò due volte il sinodo diocesano e, nel 1597, il sinodo provinciale. Si occupò inoltre della riorganizzazione dell'archivio diocesano, in particolare durante la visita pastorale del 1596. Infine, procedette a raccogliere i fondi necessari alla creazione del seminario, che vide la luce nel 1639.
Il 2 giugno 1585 papa Sisto V lo nominò anche nunzio apostolico nel Regno di Napoli. In quel periodo, per volontà dello stesso pontefice, acquistò l'edificio che divenne poi sede della nunziatura. Nel luglio 1587 Sisto V lo sostituì nella carica di nunzio con Marcantonio Bizzoni.
Morì nel 1616.

## Successione apostolica
La successione apostolica è:
- Vescovo Francesco d'Afflitto (1583)